# Hermann Hammerstein
Hermann Hammerstein IV (* 12. September 1937; † 18. Juli 2020) war ein deutscher General der Bundeswehr.
Hammerstein machte nach seinem Abitur eine Karriere in der Bundeswehr. Er war u. a. Pilot des umstrittenen Jagdflugzeuges Lockheed F-104 (Starfighter). Von 1971 bis 1972 war er Staffelkapitän der 2. Deutschen Luftwaffen-Ausbildungsstaffel in den USA. 1974 konnte er die Broadhurst-Trophy entgegennehmen. Hammerstein war von 1980 bis 1983 Kommodore und später Ehrenvorsitzender des Jagdbombergeschwaders 34 „Allgäu“. Hammerstein war zuletzt Brigadegeneral.